# چزاره باربتی
چزاره باربتی (ایتالیایی: Cesare Barbetti؛ ‏ ۲۹ سپتامبر ۱۹۳۰ – ۱۳ سپتامبر ۲۰۰۶) بازیگر، صداپیشه و مدیر دوبلاژ اهل ایتالیا بود. وی بین سال‌های ۱۹۳۴ تا ۲۰۰۶ میلادی فعالیت می‌کرد.
از فیلم‌هایی که وی در آن نقش داشته‌است، می‌توان به گریز کودک بی‌گناه، دانونزیو، جنگ و صلح، حال همه خوب است، مسالینا، فرشته سپید، کلاه سه‌گوش، دخترک سرباز در مانورهای بزرگ نظامی، عشق نافرجام، افسانه فاوست و نامزدشده اشاره کرد.